# Weöres Sándor Színház
A Weöres Sándor Színház Szombathelyen található. Nevét a szombathelyi születésű Weöres Sándor író-költőről kapta.

## Múlt

### Szombathely színházi életének múltjából
Feltételezhetően Szombathely római kori elődjének, Savaria városának már lehetett teátruma, legalábbis a legújabb kutatások szerint egy teátrum-amfiteátrum maradványait rejti a Kálvária domb oldala. A feltárások még nem fejeződtek be. Színházi témában 1730-ból származik az első írásos emlék, amely szerint a kőszegi jezsuita iskola diákjai egy iskoladrámát az Arsinoe című tragédiát adtak elő Szombathelyen, jeleneteiben a latin mellett német és magyar előadási nyelven.
A felvilágosodás korában már nemcsak vásári komédiákat, hanem egyfelvonásos operákat olasz, német balett- és táncelőadásokat is láthattak Vas vármegye lakói. A város 1770-ben alapított ferences gimnáziumának diákjai már rendszeresen, évenként akár többször is bemutatták tudásukat az iskolai színpadon, 1775. június 13-án például, Szent Antal ünnepén Drama officioso-bucolicum Gymnasii Sabariensis… címmel S. Angster Jeromos prefektusuk darabját játszották. A bölcseleti líceum 1796-ra készült el, növendékei, tanáraik Kultsár István, Kresznerics Ferenc és Faludi Ferenc műveit adták elő évenkénti előadásaikon. (A két iskola későbbi egyesüléséből alakult meg a premontrei főgimnázium 1851-ben.) A helyi diákszínjátszók magyar, német és latin nyelvű előadásain kívül, főleg német nyelvű vándortársulatok fordultak meg a városban.

A reformkorban már megjelentek a magyar nyelvű vándortársulatok is, melyek a magyar szellem és a magyar nyelv ápolásának elhivatott művelőiként járták az országot és eljutottak Szombathelyre is. Leggyakrabban az egykori Szarvas vendéglőben (később Sabaria, majd Pannónia étterem) léptek fel. Például 1813-ban, két teljes hónapig itt játszott a Nemzeti Színjátszó Társaság, melynek Déryné Széppataki Róza is tagja volt. Vas vármegye is támogatta a magyar nyelv és a színjátszás ügyét és 1828. évi közgyűlésén jegyzőkönyvbe iktatták a Dunántúli Színjátszó Társaság (a Nyugat-magyarországi régió szervezetten pártolt színtársulata) megalakítását, támogatták a szomszédos megyéket a balatonfüredi nemzeti színház létrehozásának ügyében. Kisfaludy Sándor kezdeményezésére 1831. május 25-én Kiscellben (a mai Celldömölkön) Győr, Vas, Veszprém és Zala vármegyék 5 pontból álló megállapodást fogadtak el, és közösen támogatták a társulatot. Küldetést láttak a színészek munkájában: a haza és a nép ügyének szent szolgálatát. A jegyzőkönyv szerint:

„az Ausztria és Styria felől árvíz módra terjedő elnémetesedés és az azzal járó nemzetiség hanyatlása ellen”

 ezzel lehet leginkább védekezni. Különböző vándortársulatok évről évre ellátogattak a városba, a színházkedvelők tábora egyre nőtt és 1850 júniusában a Rumi utcában az egykori Holczheim-ház udvarán (a mai Mátyás király utca 18-20. sz. alatt) megnyílt a Nyári Színkör. Az itt fellépő társulatok legtöbbször Szigligeti Ede darabjait játszották. Állandó színház építésének tervéről az 1860-as évekből vannak dokumentumok. A színházi választmány elnökének Horvát Boldizsárt választották meg. Ingyenes telket is felajánlottak a színház építéséhez a Rumi utca és a Hosszú utca (ma Thököly utca) sarkán a lelkes pártfogók és a telkek tulajdonosai. Az 1867-es kiegyezést követő években, más országos ügyek miatt, háttérbe szorult a színház felépítése. Horvát Boldizsár (aki igazságügy-miniszter lett) helyére Takács Lajos került a színházi választmány élére. Az Építő- és Végrehajtó Bizottság tagjai között ott volt: Károlyi Antal, Éhen Gyula, Kunc Adolf. A vármegye és a város is 15-15 ezer forinttal és Szombathely, még 50 ezer téglával járult hozzá az építkezéshez. Részjegyekkel, örökös páholy-jeggyel és egyéb rendezvények bevételeivel gyarapították a költségekhez a hozzájárulást. Miután összegyűlt a pénz, 1878-ban megkezdték a színházépítést. Egy esztendőn belül készen állt a Hauszmann Alajos által tervezett neoreneszánsz teátrum, a város első, állandó kőszínháza. 

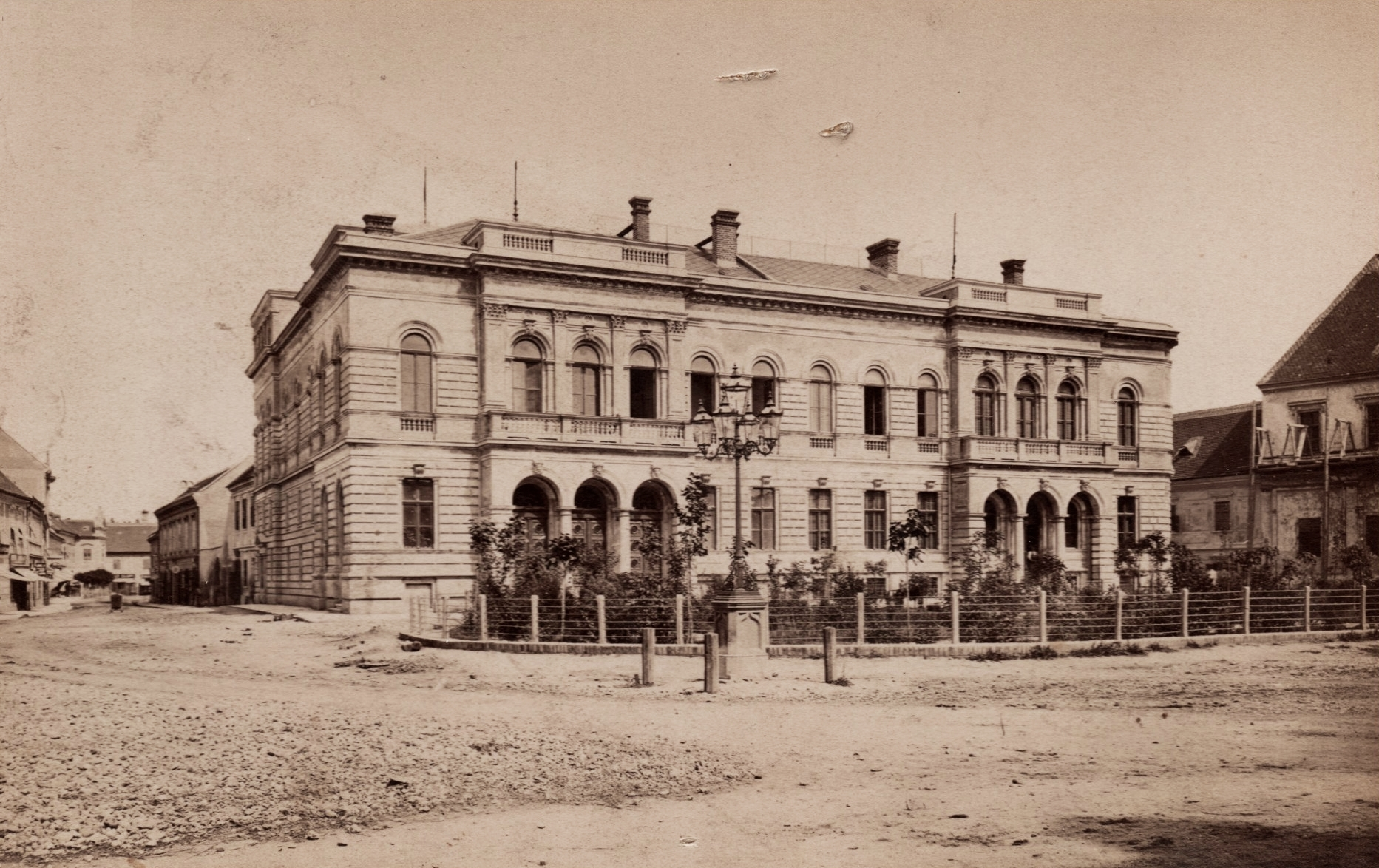
A szombathelyi városháza és a Vas Megyei Nemzeti Színház
közös épülete 1880-ban.

1880. augusztus 9-én nyílt meg a szombathelyi Vas Megyei Nemzeti Színház, 350 férőhellyel, a Széchenyi (ma Berzsenyi) téren. A nyitóműsor méltó nyitánya volt a színház működésének: a városi dalárda énekelte Himnusz után lépett színre a város híres szülötte, a még nem egészen 20 éves, ifjú színésznő: Márkus Emília, a pesti Nemzeti Színház tagja, hogy elmondja a bátyja, Márkus Miklós ez alkalomra írott Prológját. Csiky Gergely Proletárok című darabját adták (Ingyenélők név alatt), melyben Márkus Emília mellett a legendás Prielle Kornélia szerepelt Beődy Gábor társulatának vendégeként. A két neves művésznőt kiemelkedő szereplésükért ezüst koszorúval jutalmazta a színház választmánya. Elkészült a színház és ettől kezdve már nemcsak a nyári hónapokban, hanem egész évben voltak előadások a városban. Az ország valamennyi korabeli neves színművésze megfordult Szombathelyen. 1907-ben tűzveszélyessé nyilvánították és bezárták a színházat. (A korabeli színházat egybeépítették a városházával. Az épületegyüttes Forgó utca felőli szárnya volt a színház, a tér felőli oldalon a városháza hivatali helyiségei álltak. 1925-1926-ban átépítették neobarokk homlokzatot kapott az épület és még egy emeletet is húztak rá.)
A második világháború utolsó szakaszában aztán az egész épület helyrehozhatatlanul megrongálódott az angolszász bombák 1945. március 4-i pusztítása következtében. A lebontott színház és városháza helyén épült fel az MSZMP megyei pártbizottságának a székháza, majd az ELTE Savaria Egyetemi Központ Bölcsészettudományi Centrum épülete. Falán tábla őrzi a valaha volt színház emlékét.
1907. április 25-én fogadta el a város Márkus Géza tervét, amelyben már egy nagyobb, 1200 fős színházat tervezett, kiemelkedően biztonságos konstrukciót. Vas vármegye Törvényhatósága is jóváhagyta a színház fölépítését, de sosem lett a Széll Kálmán utca végén színház. Ott épült föl a Kovács Szálloda, a későbbi (s jelenleg zárva álló) Savaria Nagyszálló. A színház 1907-es bezárását követően színkörök működtek a városban, a Brenner János utcában és a Hérics-kertben is. A deszkákból épített Szombathelyi Nyári Színház az egykori Színház téren (ma Március 15-e tér) állt. 1913 és 1927 között tartották itt az előadásokat. Az Aréna utcában állt a szintén fából készült Aréna kerti nyári színház. A téli évadban 1949-ig többek között az Iparosházban, a Kovács Szálló színháztermében játszottak különböző vendégtársulatok. 1951-ben szabadtéri színpadot létesítettek a Jókai Parkban. A Megyei Művelődési és Sportházat 1963-ban adták át, előtte a Savaria Múzeum nagytermében is tartottak színi előadásokat. 1971-től az Iseum területén szabadtéri előadásokat is tartanak. Nyaranta rendszeresen Mozart: Varázsfuvola című operáját láthatták a nézők. 1981-ben megépült a Megyei Művelődési és Ifjúsági Központ (MMIK) is, de Szombathely továbbra is professzionális, produkciós színház nélkül maradt. Helyi műkedvelő színtársulatok (pl. a Tanárképző Főiskola Márkus Emília Színpada; Ferrum Színpad; Szombathelyi Ifjúsági Színház; Homo Ludens; Szombathelyi Versmondó Stúdió stb.) működtek a városban, de a korábban említett színházteremmel rendelkező intézmények (Művelődési és Sportház; MMIK) továbbra is csak befogadó színházként működtek. A Szombathelyi Bábszínház 1989 óta létezik. Az 1995. január 1-től hivatásos társulat, 1997-ben felvette a Mesebolt Bábszínház nevet.

### A Weöres Sándor Színház létrejöttének közvetlen előzményei
1989. januárjában Bartók László előadóművész, Kiss József színész, rendező és néhány lelkes színházbarát kezdeményezésére aláírásgyűjtésbe kezdtek, hogy legyen egy saját, állandó, produkciós színháza Szombathelynek. 1989. május 4-én megalakult a Szombathelyi Színházalapító Társaság . 1991-ben már született egy olyan közgyűlési határozat, amelyben a város képviselői kinyilvánították színházalapítási szándékukat, de ez a terv nem valósult meg. Később mégiscsak lett színháza Szombathelynek. 2000-ben 29 magánszemély megalakította a Szombathelyi Színházbarátok Egyesületét , mely tervei szerint különböző társulatok kamara színházi produkcióinak szombathelyi vendégfellépését tenné lehetővé, illetve idővel saját produkciók létrehozását tűzte ki célul. Az egyesület alapítói között szerepelt Dömötör Tamás színész, rendező, Endrődy Krisztián színész és Pavelkovits László az egyesület elnöke. A Szombathelyi Színházbarátok Egyesületének első saját produkciója Egressy Zoltán: Sóska, sült krumpli című darabja volt, melyet Széles László rendezett. 2003-ban Woody Allen: Kleinmann és a halál című darabját Bezerédi Zoltán főszereplésével mutatták be, majd Friedrich Dürrenmatt: Fizikusok című drámája következett, Vasvári Emese, Csuja Imre, Tamási Zoltán főszereplésével, a negyedik pedig a Savaria moziban a Mulatság című előadás, Pelsőczy Réka rendezésében. 2006-ban a szombathelyi önkormányzat és a szakma (Enyedi Ildikó rendező, Orsós László Jakab dramaturg, Ascher Tamás rendező, Bodó Viktor rendező, Szász János rendező, Gothár Péter a Színház és Filmművészeti Egyetem rektorhelyettese) támogatásával a Szombathelyi Színházbarátok Egyesületéből létrejött a Kamara Savaria , azzal a céllal, hogy minden szezonban bemutat 4-5 saját produkciót, megszervez összesen 40-50 színházi estét. Előadásait már a HEMO (Helyőrségi Művelődési Otthon) helyiségeiben tartotta, így állandó játszóhely létesült. A Kamara Savaria 2006. április 8-án egy japán író, Mishima: Aoi című művének feldolgozásával debütált, Kamarás Iván, Péter Kata és Vasvári Emese szereplésével.
Az egyesület illetve a kamaraszínház együttműködést vállalt a Mesebolt Bábszínházzal, a Ferrum Színházi Társulással, a Szamóca Színházzal és a Homo Ludenssel, valamint a Cromwell Ifjúsági Társulattal is.
A szombathelyi főiskola a Gór Nagy Mária Színitanodával együttműködve, 2004. február 16-án a szombathelyi Berzsenyi Dániel Főiskolán megalapította a Színházművészeti Tanszéket. A színészképzésnek Gór Nagy Mária és Zsurzs Kati voltak a vezetői. A főiskolások 2005. március 9-én a HEMO-ban mutatták be az Anconai szerelmesek című darabot, amelyet Zsurzs Kati rendezett. 2006 szeptemberében megalakult a Berzsenyi Színház, amely a Berzsenyi Dániel Főiskola Színházművészeti Tanszékének égisze alatt működött, a szombathelyi volt Helyőrségi Művelődési Otthon (HEMO) felújított épületében kapott helyet, állandó társulat nélkül. A színészeket és a rendezőket produkciókra szerződtette a színház vezetése, de számoltak az itt végzett, tehetséges színészhallgatókkal is. A Berzsenyi Színház ügyvezető igazgatója Regős Róbert, művészeti vezetője Walla Ervin volt. 2007. február 21-én Humorterápia című előadásukkal nyílt meg a HEMO 300 férőhelyes nagyterme, az előadás egyik főszereplője Gerendás Péter volt. Másik játszóhelyük a HEMO emeletén a Márkus Emília-háziszínpad volt. 2007. december 12-én mutatták be a Ray Coonney: Páratlan páros című vígjátékát.

## Szombathely második kőszínháza

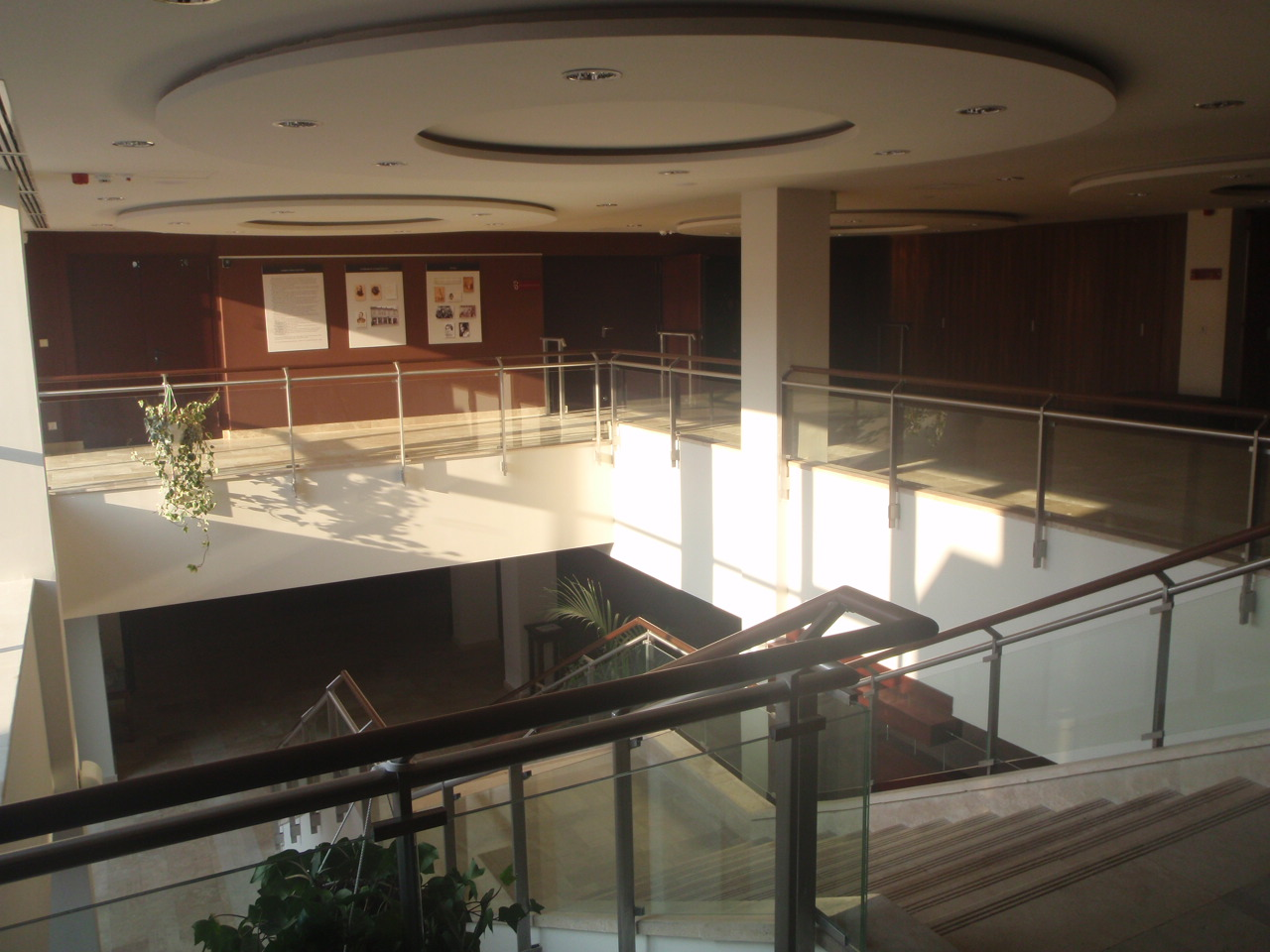
Az előcsarnok

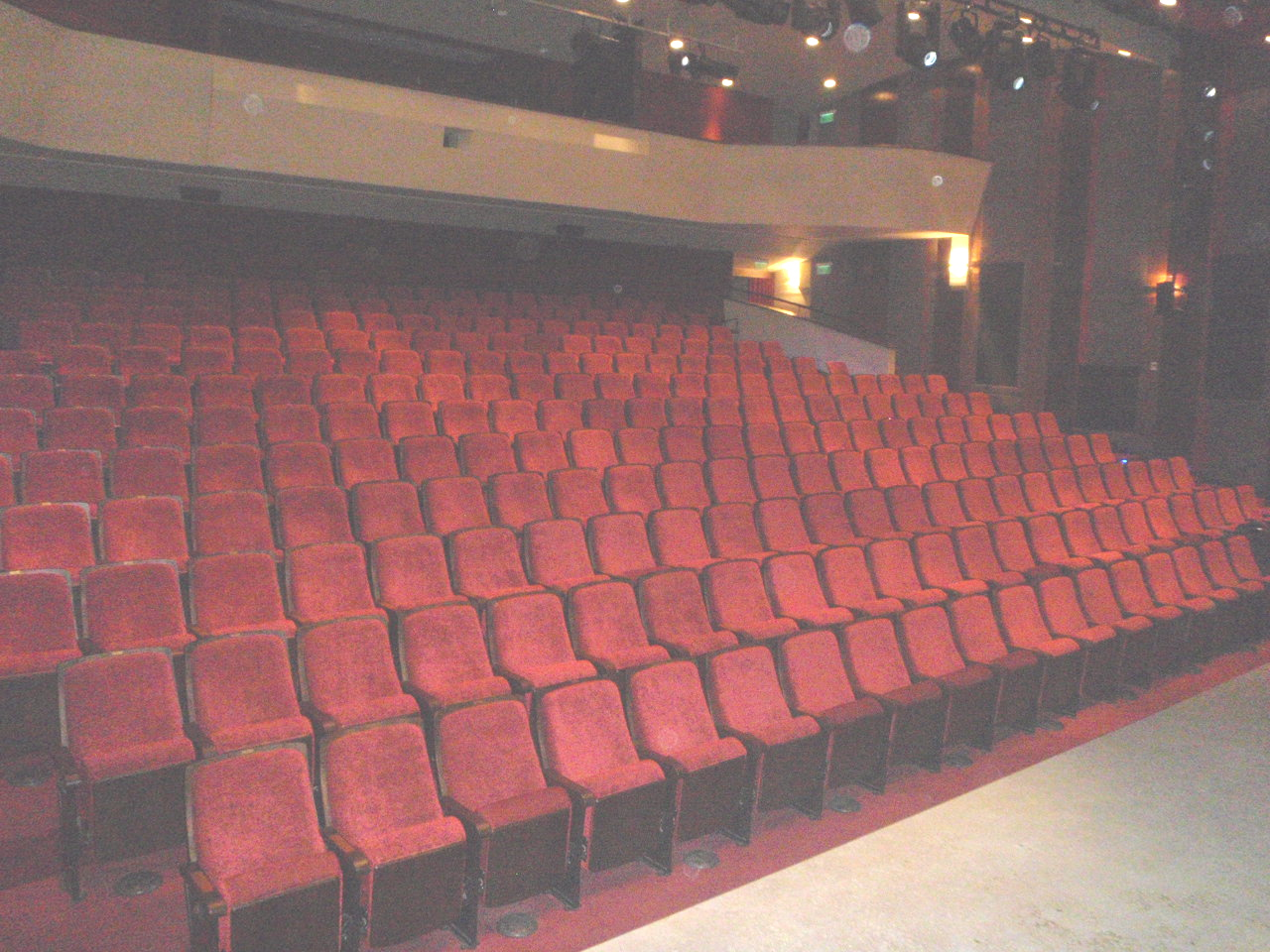
A színházterem nézőtere

2007 áprilisában az Ipkovich György vezette testület Jordán Tamás Kossuth-díjas színművészt, a Nemzeti Színház korábbi igazgatóját bízta meg a szombathelyi teátrum koncepciójának kidolgozásával. Öt hónappal később 2007. szeptember 27-én Szombathely város közgyűlése ellenszavazat nélkül, 1 tartózkodással, 28 igennel megszavazta és megalapította a Weöres Sándor Színházat. Az igazgató Jordán Tamás, az első társulatot nagyrészt budapesti színművészekből, a Kamara Savaria művészeiből és a Berzsenyi Dániel Főiskola színész hallgatóiból állította össze. 2008. áprilisi 2-án Jordán Tamás sajtótájékoztatón ismertette társulata névsorát.2008. augusztus 24-én a Megyeháza udvarán közönség előtt is bemutatkozott a Weöres Sándor Színház teljes társulata, majd a megyét járva, több településen is népszerűsítették az új szombathelyi színházat. A színház 2008 augusztusában kezdte meg működését az egykori Helyőrségi Művelődési Otthon (HEMO) épületében, az Akacs Mihály utca 7. szám alatt, közel az Ady téri buszpályaudvarhoz. 

„ Részlet a kultúrpart írásából, 2008-ból:   ”...tartja magát az az önkormányzati elképzelés, hogy a HEMO csak átmeneti otthona lesz a Weöres Sándor Színháznak. A közgyűlés – megrendelt építészeti tanulmányok, szakmai és lakossági fórumok tapasztalatai nyomán - már el is döntötte, hogy a vadonatúj színház a város szívében, a Március 15-e téren épül majd föl...Legutóbb a budapesti Nemzeti Színház fölépítésének-megnyitásának története mutatta meg feketén-fehéren, mi történik, ha mindent (színházat, művészetet, ízlést, építészetet) fölülír a politika. Úgyhogy ezen a ponton csöndben csak annyit mondhatunk, jó lenne, ha Szombathely ez ügyben higgadtan, körültekintően és nagyvonalúan viselkedne. ”

 Új színház nem épült fel a Március 15-e téren. 2011 januárjától a HEMO átépített, kibővített, letisztult és modern épülete fogadja a színházba érkező közönséget. Az átépítés idéje alatt a színház a Megyei Művelődési és Ifjúsági Központban és a Bloom-házban tartotta az előadásait. Az új teátrum Filep Ákos és Kovács Balázs tervei szerint született újjá. A belsőépítészeti terveket Meláth Szilvia készítette. A megújult külső mellett, új, légkondicionált színházterem – páhollyal, megemelt nézőtérrel, jó rálátással és kényelmes székekkel a forgószínpaddal ellátott nagyszínpadra –, valamint az első emeleten a legkorszerűbb adottságokkal, mobil térrendezéssel, technikával és ülőhelyekkel rendelkező kamaraterem (a Márkus Emília-terem) várja a nézőket. A színházban található egy tévé- és egy hangstúdió is. A földszinten egy 80 fős étterem üzemel, amelyből átriumos terasz nyílik a szabadba, amely a szabadtéri előadások és a kertmozi helyszíne, ezen kívül teret ad színházi előadásoknak, beszélgetéseknek, koncerteknek, ahogy az alsó szinten található próbaterem is (Stúdiószínház), így összesen öt játszásra alkalmas helyiség áll rendelkezésre.
A Weöres Sándor Színház megalapítása óta részt vesz nyaranta a Savaria Történelmi Karneválon, amely Közép-Európa legnagyobb históriás karneváli forgataga. Évről évre több százezer ember látogatja Szombathelyen. Ilyenkor a színház társulata a Karneválszínház, közel két hétig egy szabadtéri vígjátékkal várja minden este a látogatókat. Ennek helyszíne korábban a Ferences-kert volt, 2006-tól a Megyeháza udvara, ahol egy több mint 500 fő befogadására alkalmas lelátó áll rendelkezésre. 

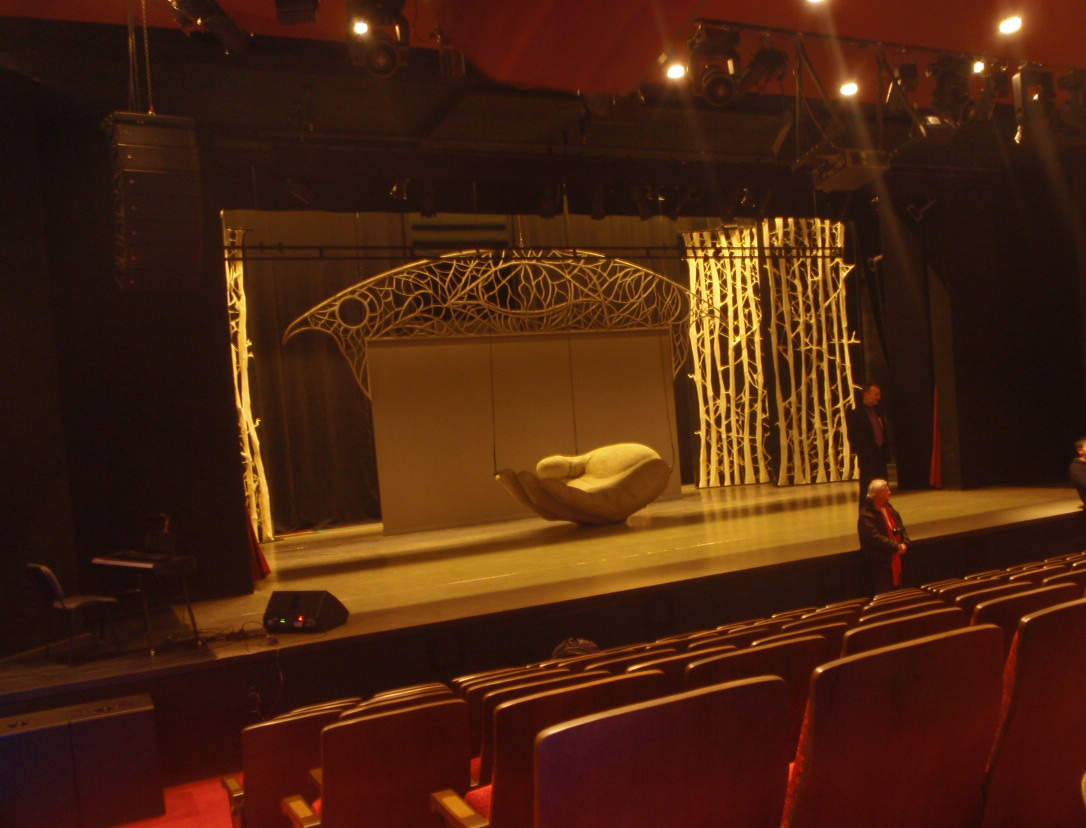
A színházterem színpadképe, Madách: Az ember tragédiája c. drámája nyítóképének díszletével (2011)

A színház ünnepélyes átadása 2011. január 22-én a magyar kultúra napján volt, Madách Imre: Az ember tragédiája című drámájával. Az előadást Jordán Tamás rendezte, a főbb szerepekben Ádám: Szabó Győző; Éva: Csonka Szilvia; Lucifer: Mertz Tibor.
A Weöres Sándor Színház 2017 novemberétől tagja az Európai Színházi Konvenciónak (European Theatre Convencion – ETC), mely az európai színházakat tömörítő szervezet. Azóta számos lehetőséget kapott a színház, hogy részt vegyen a nemzetközi, színházi életben, s több színházi szakember is dolgozott, dolgozik folyamatosan a szombathelyi színházban.

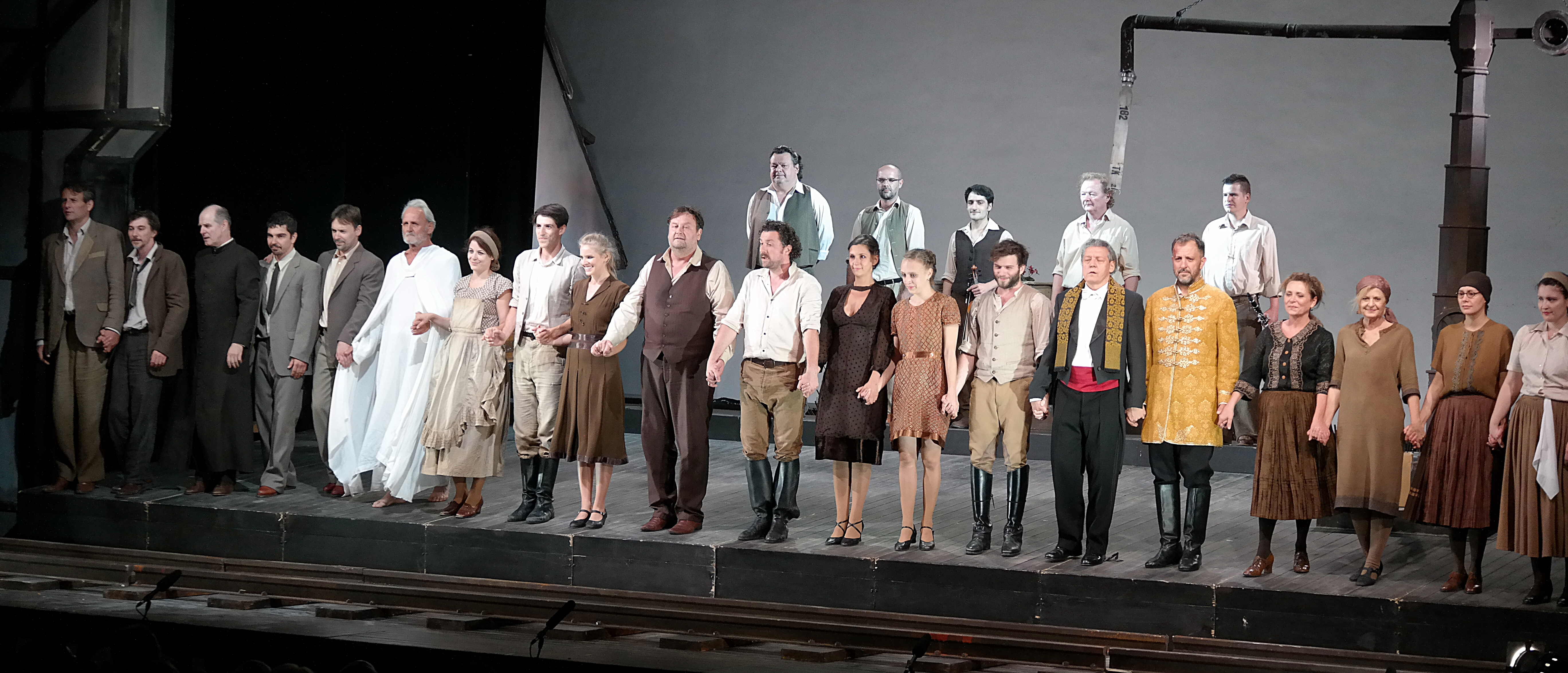
A falu rossza – tapsrend (2017)

## Játszóhelyek
A Weöres Sándor Színház épületében:
- Nagyszínpad
- Márkus Emília terem
- Stúdiószínpad
- Krúdy Klub

A Karneválszínház (2006 és 2019 között) szabadtéri előadásai:
- Megyeháza udvara (nyáron)

## A Weöres Sándor Színház alapító tagjai
A társulat 2008-ban
Színészek:
- Bajomi Nagy György ·  Bálint Éva · Czapkó Antal ·  Czukor Balázs · Endrődy Krisztián ·  Horváth Ákos · Jordán Tamás ·  Kálmánchelyi Zoltán · Kelemen Zoltán ·  Kiss Mari · Németh Judit ·  Orosz Róbert · Péter Kata ·  Szabados Mihály · Szabó Tibor ·  Szerémi Zoltán · Trokán Péter ·  Vass Szilárd · Vlahovics Edit

A növendékek: (a Berzsenyi Dániel Főiskola hallgatói)
- Balogh János, Borbiró András, Budai Dávid, Farkas Ádám, Kristóf Roland, Lévai Tímea, Nagy Eszter, Nyulassy Attila, Papp-Ionescu Dóra, Poppre Ádám, Pusztai Fanni, Schmidt Róbert, Senkovics Petra, Szabó Róbert Endre, Szalai Katinka, Takács Dániel, Unger Tünde, Varga Dóra

## Igazgatók
- Jordán Tamás (2008–2021)
- Szabó Tibor (2021–)[16]

## Társulat (2024/2025)

### Művészeti vezetés
- Igazgató: Szabó Tibor[17]
- Művészeti tanács tagjai: Horváth Csaba, Nagy Cili, Nagy Péter István, Tóth Réka Ágnes

### Színművészek
- Balogh János
- Bálint Éva
- Csonka Szilvia
- Domokos Zsolt
- Gyulai-Zékány István
- Hajdu Péter István
- Herman Flóra
- Horváth Ákos
- Kelemen Zoltán
- Kuttner Bálint
- Mari Dorottya
- Nagy Cili
- Nagy-Bakonyi Boglárka
- Némedi Árpád
- Németh Judit
- Orosz Róbert
- Sipos László Márk
- Szabó Róbert Endre
- Szabó Tibor
- Szerémi Zoltán

## Örökös tagok
- Jordán Tamás (2022)
- Kiss Mari (2023)[18]
- Szerémi Zoltán (2024)[19]

## A 2024/2025-ös évad bérletes előadásai
- Molière: A fösvény / (komédia) – rendező: Telihay Péter /
- Luigi Pirandello: Hat szereplő szerzőt keres / (színmű) – rendező: Kondákor A. Panka e.h. /
- Tracy Letts: Augusztus Oklahomában / (színmű) – rendező: Alföldi Róbert /
- Darvas Benedek, Varró Dániel, Hamvai Kornél, Rejtő Jenő: Vesztegzár a Grand Hotelben / (zenés vígjáték) – rendező: Halasi Dániel /
- Neil Simon: Furcsa pár / (komédia) – rendező: Béres Attila /
- Mikszáth Kálmán: A Noszty fiú esete Tóth Marival / (színmű) – rendező: Horváth Csaba /

## A 2024/2025-ös évadban repertoáron maradó előadások
- Molnár Ferenc – Dés László – Geszti Péter – Grecsó Krisztián: A Pál utcai fiúk (zenés játék két részben) / – rendező: Réthly Attila /
- Andrej Saramonowicz: Tesztoszteron / (vígjáték) – rendező: Szikszai Rémusz /
- Fazekas Mihály – Váradi Szabolcs: Lúdas Matyi (mesejáték egy felvonásban) / rendező: Némedi Árpád /
- Veres András: Nagyapám, Frank Sinatra (zenés utazás, térben és időben) / – rendező: Veres András /

## Holdbeli csónakos-díj és Opel-különdíj
A Weöres Sándor Színház Szenátusa 2011 júniusában alapította a Holdbeli csónakos-díjat, melyet októberben, a színház születésnapján egy színész és a technikai személyzet egy tagja vehet át, az előző évadban végzett munkájáért.
2022-től gálaműsor keretében adja át a színház a Holdbeli csónakos-díjat: Az évad legjobb színészének, az évad legjobb háttérdolgozójának és a közönség által megszavazott színésznek. 2022-ben a színház megalapította az örökös tagság elismerést, amelyet a színház életében hosszú éveken át végzett kiemelkedő szakmai munka után ítélhet oda a színház vezetősége.
A díjazottak:
- 2011 – Csonka Szilvia színművész és Černay Štefan helyettes színpadmester
- 2012 – Orosz Róbert színművész és Nagy Kornél kellékes
- 2013 – Bajomi Nagy György színművész és Kiss Zoltán világosító
- 2014 – Nagy Cili színművész és Balogh Lívia súgó, Kottán Éva fodrász (megosztva)
- 2015 – Trokán Péter színművész és Jenei Ágnes kellékes
- 2016 – Endrődy Krisztián színművész és M. Kapornaki Rita rendezőasszisztens
- 2017 – Mertz Tibor színművész és Baranyai István díszítő, Egyéni és egyedi teljesítményért különdíj: Szabó Róbert Endre színművész
- 2018 – Vlahovics Edit színművész és Varga Alexandra jelmeztár-vezető
- 2019 – Németh Judit színművész és Krizmanits Gyuláné öltöztető
- 2020 – Nagy-Bakonyi Boglárka színművész és Móri Csaba ügyelő, szcenikus-színpadmester
- 2022 – Major Erik színművész, Horváth Viktória kellékes. Közönségdíj: Jámbor Nándor színművész
- 2023 – Hajdu Péter István színművész, Tóth András gazdasági igazgató. Közönségdíj: Sipos László Márk színművész
- 2024 – Domokos Zsolt színművész (közönségdíj is)) és Ostyola Zsuzsa rendezőasszisztens

Az Opel Szentgotthárd Kft. 2013-ban alapította saját díját az Opel-különdíjat, melyet ugyancsak a színház októberi születésnapján adnak át. 
A két hétre szóló autóhasználatot – tele tankkal -, ajándékcsomagot és oklevelet évente a Weöres Sándor Színház egy színművésze és egy háttér dolgozója kaphatja meg.